# 21 augusti
21 augusti är den 233:e dagen på året i den gregorianska kalendern (234:e under skottår). Det återstår 132 dagar av året.

## Namnsdagar

### I den svenska almanackan
- Nuvarande – Jon och Jonna
- Föregående i bokstavsordning
  - Anastasius – Namnet fanns, till minne av Anastasius en martyr från Dalmatien, på dagens datum före 1824, då det utgick till förmån för Josefina.
  - Jon – Namnet förekom på 1790-talet på 29 mars, men utgick sedan. 1986 återinfördes det på samma datum, men flyttades 1993 till dagens datum, där det har funnits sedan dess.
  - Jonna – Namnet infördes 1986 på 29 mars, men flyttades 1993 till dagens datum, där det har funnits sedan dess.
  - Josefin – Namnet infördes på dagens datum 1986, men utgick 1993.
  - Josefina – Namnet infördes på dagens datum 1824, som en hedersbetygelse åt Sveriges nyblivna kronprinsessa Josefina av Leuchtenberg, som året före hade gift sig med kronprins Oscar (I). Det fanns där fram till 1993, då det flyttades till 19 mars, där det har funnits sedan dess.
- Föregående i kronologisk ordning
  - Före 1824 – Anastasius
  - 1824–1900 – Josefina
  - 1901–1985 – Josefina
  - 1986–1992 – Josefina och Josefin
  - 1993–2000 – Jon och Jonna
  - Från 2001 – Jon och Jonna
- Källor
  - Brylla, Eva (red.). Namnlängdsboken. Gjøvik: Norstedts ordbok, 2000 ISBN 91-7227-204-X
  - af Klintberg, Bengt. Namnen i almanackan. Gjøvik: Norstedts ordbok, 2001 ISBN 91-7227-292-9

### Finlandssvenska almanackan
- Nuvarande från 1929[1] – Sven
- I föregående revideringar[a][2]
  - inga ändringar sedan 1929

## Händelser
- 1157 – När den norske kungen Öystein Haraldsson dör återstår endast Inge Krokrygg av de tre bröder, som de senaste åren har samregerat Norge. Vid Öysteins död utropas dock den tredje brodern Sigurds tioårige son Håkon Herdebrei till kung i dennes ställe, i opposition mot farbrodern Inge.
- 1772 – Kung Gustav III samlar riksdagen i rikssalen, med kungavänliga trupper uppställda utanför. Kungen läser upp 1772 års regeringsform, som antas av riksdagen utan diskussion. Kungen får den styrande makten, och utser rådet, som ska ge honom råd i olika frågor och inte delta i beslut. Lagstiftningsmakten delas mellan kungen och riksdagen, medan riksdagen ensam får beskattningsmakten. Kungen kan inte börja anfallskrig utan riksdagens samtycke, men riksdagen sammankallas endast när kungen vill det. Den nya författningen innebär att 1720 års grundlag och 1766 års tryckfrihetsförordning upphävs.
- 1808 – Slaget vid Karstula under finska kriget 1808–09, då en svensk styrka på 1 600 man under överstelöjtnant Otto von Fieandt besegras av en rysk styrka på 3 200 man.
- 1810 – Jean Baptiste Bernadotte utses till svensk kronprins.
- 1911 – Mona Lisa stjäls från Louvren i Paris.
- 1914
  - Slaget vid Tannenberg. Tyska framgångar mot Ryssland.
  - En total solförmörkelse inträffar över Sverige.
- 1942 – Slaget vid Stalingrad startar.
- 1955 – Flyghaveriet vid Glamsjö 1955
- 1959 – Hawaii blir den 50:e delstaten att ingå i den amerikanska unionen.[3]
- 1966 – Essingeleden öppnas i Stockholm.
- 1968 – Warszawapaktens länder (utom Rumänien) invaderar Tjeckoslovakien och sätter därmed punkt för pragvåren.
- 1983 – Den filippinske oppositionsledaren Benigno Aquino skjuts ihjäl på Manilas flygplats.
- 1986 – 1 800 människor i Kamerun dör av ett plötsligt koldioxidutsläpp från en meromiktisk sjö.
- 1988 – Jordbävningen i Bihar 1988. 1004 människor omkommer och 16000 människor skadades.
- 1991 – Lettland förklarar sig självständigt från Sovjetunionen.
- 1999 – De återuppförda vallarna vid Vadstena slott invigs.
- 2004 – Carolina Klüft vinner olympiskt guld i sjukamp under OS i Aten.
- 2010 – Invigning av Spårväg City i Stockholm.

## Födda
- 1165 – Filip II August, kung av Frankrike 1180–1223.
- 1567 – Frans av Sales, fransk teolog och kyrkolärare; helgon (1665).
- 1665 – Giacomo Filippo Maraldi, fransk-italiensk astronom.
- 1749 – Edvard Storm, norsk-dansk poet.
- 1752 – Antonio Cavallucci, italiensk målare.
- 1765 – Vilhelm IV, kung av Storbritannien 1830–1837.
- 1789 – Augustin Louis Cauchy, fransk matematiker.
- 1798 – Jules Michelet, fransk historiker och författare.
- 1801 – Henrik Bernhard Palmær, svensk författare, tidningsman och riksdagsman, grundade Östgöta Correspondenten.
- 1805 – August Bournonville, dansk balettdansör och koreograf.
- 1821 – Andreas Kim Taegon, koreansk romersk-katolsk präst och martyr, helgon.
- 1832 – Carl Fredric von Sydow, svensk apotekare och riksdagspolitiker.
- 1847
  - Hale Johnson, amerikansk advokat och politiker.
  - John Mellen Thurston, amerikansk republikansk politiker, senator 1895–1901.
- 1858 – Kronprins Rudolf av Österrike, österrikisk ärkehertig, kronprins.
- 1859 – Westmoreland Davis, amerikansk demokratisk politiker, guvernör i Virginia 1918–1922.
- 1870 – Carl Apoloff, svensk skådespelare.
- 1872 – George White, amerikansk demokratisk politiker, guvernör i Ohio 1931–1935.
- 1884 – Bohumil Kubišta, tjeckisk konstnär.
- 1890 – William Seymer, svensk tonsättare och musikskriftställare.
- 1891 – Emiliano Mercado del Toro, blev världens äldsta person.
- 1899 – Per Hjern, svensk skådespelare.
- 1904 – Count Basie, amerikansk jazzmusiker.
- 1905 – Eric Nilsson, svensk agronom och riksdagspolitiker (högern).
- 1906
  - Friz Freleng, amerikansk animatör av skämtfilmer.
  - Gunnar Adolfsson, svensk chefredaktör, författare och politiker.
- 1909 – C. Douglas Dillon, amerikansk politiker och diplomat, USA:s finansminister 1961–1965.
- 1912 – Natalia Dudinskaja, rysk ballerina och balettlärare.
- 1913 – Stig Bergendorff, svensk skådespelare, författare, regissör, manusförfattare, kompositör och textförfattare.
- 1920 – Hans Ullberg, svensk skådespelare.
- 1922 – Roland Söderberg, svensk skådespelare och scenograf.
- 1925 – Gösta Arvidsson, svensk kulstötare.
- 1927 – Barry Foster, brittisk skådespelare.
- 1930 – Margaret brittisk prinsessa, syster till drottning Elizabeth II av Storbritannien.
- 1933 – Gurie Nordwall, svensk skådespelare.
- 1934 – John L. Hall, amerikansk fysiker, mottagare av Nobelpriset i fysik 2005.
- 1936 – Wilt Chamberlain, amerikansk basketspelare.
- 1939
  - Festus Mogae, president i Botswana 1998–2008.
  - Lennart Norbäck, svensk skådespelare, produktionsledare och regiassistent.
- 1941 – Jackie DeShannon, amerikansk sångare och låtskriverska.
- 1942 – Maria Kaczyńska, polsk presidenthustru.
- 1944
  - John Austin, brittisk parlamentsledamot för Labour.
  - Michael Bernadotte, svensk greve, son till Sigvard Bernadotte, kusin till Carl XVI Gustaf.
  - Peter Weir, australisk regissör.
- 1951 – Rasmus Lyberth, grönländsk skådespelare.
- 1952
  - Jiří Paroubek, tjeckisk politiker, premiärminister 2005–2006.
  - Joe Strummer, brittisk musiker, mest känd som sångare och gitarrist i The Clash.
- 1957 – Karin Rehnqvist, svensk tonsättare.
- 1960 – Stefan Attefall, svensk politiker (kristdemokrat), förbundsordförande för Kristdemokratiska ungdomsförbundet 1986–1989, riksdagsledamot 1991–1994 och 1998–, statsråd 2010-2014, landshövding i Uppsala län 2023–.
- 1963 – Mohammed VI, kung av Marocko 1999–.
- 1967
  - Carrie-Anne Moss, kanadensisk skådespelare.
  - Serj Tankian, amerikansk metalsångare i System of a Down.
- 1971 – Mamadou Diallo, senegalesisk fotbollsspelare som spelat i bland annat IFK Göteborg.
- 1973
  - Heather Moody, amerikansk vattenpolospelare.
  - Nikolaj Valujev, rysk tungviktsboxare.
- 1976 – Jonas Bjerre, dansk musiker.
- 1982 – Kim Andersson, svensk handbollsspelare.
- 1984 – Alizée, fransk sångare.
- 1986
  - Usain Bolt, jamaicansk friidrottare.
  - Conor Clapton, brittisk pojke, son till Eric Clapton och Lory Del Santo.
- 1988 – Robert Lewandowski, polsk fotbollsspelare.
- 1989
  - Hayden Panettiere, amerikansk skådespelare.
  - Aleix Vidal, spansk fotbollsspelare i FC Barcelona.

## Avlidna
- 1157 – Öystein Haraldsson, kung av Norge sedan 1142.
- 1238 – Sighvat Sturlasson, Snorre Sturlassons bror, stupar i slaget vid Örlygsstaðir.
- 1614 – Elisabet Báthory, ungersk grevinna, ökänd mördare och sadist.
- 1629 – Camillo Procaccini, italiensk målare och gravör.
- 1737 – Ulrik Adolf Holstein, dansk greve och statsman, Danmarks storkansler 1721–1730.
- 1813 – Sofia Magdalena av Danmark, drottning av Sverige 1771–1792, gift med Gustav III.
- 1815
  - Carl Johan Adlercreutz, finlandssvensk greve, general, statsråd.
  - Stanley Griswold, amerikansk politiker, senator 1809.
- 1824 – John Taylor, amerikansk politiker, senator 1792–1794, 1803 och 1822–1824.
- 1841 – Gideon Lee, 63, amerikansk politiker.
- 1845 – Vincent-Marie Viénot de Vaublanc, fransk politiker.
- 1905 – Julius Oppert, 80, fransk orientalist.
- 1912 – William Booth, Frälsningsarméns grundare.
- 1922 – Jørgen Løvland, 74, norsk politiker, statsminister 1907–1908.
- 1940 – Lev Trotskij, ukrainsk-sovjetisk exilpolitiker och marxistisk teoretiker, mördad.
- 1943 – Henrik Pontoppidan, 86, dansk författare, mottagare av Nobelpriset i litteratur 1917.
- 1945 – Carl Barcklind, 72, svensk skådespelare, manusförfattare, operettsångare och regissör.
- 1947 – Theodore G. Bilbo, 69, amerikansk politiker, senator 1935–1947.
- 1952 – William G. Stigler, 61, amerikansk demokratisk politiker, kongressledamot 1944–1952.
- 1967 – Sven Bertil Norberg, 55, svensk skådespelare.
- 1974 – James P. Cannon, amerikansk kommunist och senare trotskistisk ledare.
- 1975 – Helmer Nerlund, 69, svensk dragspelare och kompositör.
- 1982 – Taisto Martiskainen, 39, finländsk skulptör.
- 1983 – Benigno Aquino, Jr., filippinsk oppositionsledare.
- 1986 – Thad Jones, amerikansk jazztrumpetare och kompositör.
- 1995 – Subramanyan Chandrasekhar, 84, tamilsk-amerikansk teoretisk astrofysiker, mottagare av Nobelpriset i fysik 1983.
- 2005 – Robert "Bob" Moog, amerikansk synth-pionjär.
- 2008
  - Fred Crane, 90, amerikansk skådespelare, spelade i filmen Borta med vinden.
  - Jerry Finn, 39, amerikansk musikproducent.
- 2009
  - Åke Gerhard, 88, svensk kompositör och textförfattare.
  - Ulla Hodell, 83, svensk skådespelare.
- 2011 – Budd Hopkins, 80, amerikansk ufolog och konstnär.
- 2012
  - Hans Josephsohn, 92, schweizisk skulptör.
  - William Thurston, 65, amerikansk matematiker.
- 2014
  - Steven R. Nagel, 67, amerikansk astronaut.
  - Albert Reynolds, 81, irländsk politiker, premiärminister 1992–1994.
- 2016 – Basia Frydman, 70, svensk skådespelare.
- 2018 – Stefán Karl Stefánsson, 43, isländsk skådespelare.
- 2019 – Babulal Gaur, 89, indisk politiker.
- 2021 – Don Everly, 84, amerikansk musiker, medlem i duon The Everly Brothers.
- 2024 – Bill Pascrell, 87, amerikansk demokratisk politiker, kongressledamot.

### Fotnoter
1. ↑  ”Universitetets namnsdagsalmanacka - Universitetets almanacksbyrå”. almanakka.helsinki.fi. Helsingfors universitet. https://almanakka.helsinki.fi/sv/kalender-2025/. Läst 22 februari 2025.
2. ↑  ”Namnsdagsrevideringar - Universitetets almanacksbyrå”. almanakka.helsinki.fi. Helsingfors universitet. https://almanakka.helsinki.fi/sv/namnsdagar/namnsdagsrevideringar.html. Läst 3 oktober 2020.
3. ↑  ”Hawaii” (på engelska). World Statesmen. http://www.worldstatesmen.org/US_states_F-K.html#Hawaii. Läst 7 november 2012.